# 후쿠모리 가즈오
후쿠모리 가즈오(일본어: 福盛 和男, 1976년 8월 4일 ~ )는 일본의 전 프로 야구 선수이다.

## 인물

### 프로 입단 전
미야코노조 고등학교 시절에는 고시엔과 인연은 없었지만 3년 간 모두 미야자키현 대회의 결승에서 패배했다. 덧붙여 3학년 때 대전 상대는 노베오카가쿠엔 고등학교와의 경기에서 당시 주축 타자이자 라쿠텐에서 팀메이트가 된 구사노 다이스케이다. 1994년의 프로 야구 드래프트에서는 요코하마 베이스타스로부터 3순위 지명을 받아 입단했는데 팀 동기는 다무라 히토시와 아이카와 료지가 있다.

### 요코하마·긴테쓰 시절
프로 3년차이던 1997년 7월 3일, 주니치 드래건스전에서 데뷔 첫 승리를 기록했고 2001년에는 등록명을 ‘和男’(가즈오)로부터 ‘福盛 一夫’(동음)로 변경, 2003년에 등록명을 ‘和男’(동음)로 다시 되돌렸다. 그 해에 베이스볼 매거진사에서 발행한 프로 야구 선수 명감에서는 그의 얼굴 사진 부분을 같은 해 세이부 라이온스에 이적한 호소미 가즈시의 사진이 잘못 게재되는 실수가 있었다.
2003년 시즌 종료 후 가도쿠라 겐, 우다카 신지와의 맞트레이드로 야노 에이지와 함께 오사카 긴테쓰 버펄로스로 이적되었고 이듬해 2004년 1월, 후지 TV의 아나운서(당시)인 후쿠모토 하나에와 결혼했다(2005년 6월에는 장남이 탄생). 2004년 시즌 도중부터는 구원 투수로 지명되었지만 불안정한 투구 플레이가 계속되는 등 완벽하게 할 수는 없었다. 그 후 긴테쓰 구단 합병에 의한 선수 분배 드래프트로 신생팀인 도호쿠 라쿠텐 골든이글스에 이적했다.

### 라쿠텐 시절
2005년에는 구원 투수를 담당했고 같은 해 4월 13일 후쿠오카 소프트뱅크 호크스전에서 구단 역사상 최초로 정규 경기의 세이브를 기록했다.
이듬해 2006년, 부진에 시달리고 있던 고야마 신이치로를 대신해 시즌 도중으로부터 구원 투수를 담당해 전반기에서는 26이닝 무실점을 기록하는 호투를 보였고 이후 올스타전에 처음으로 출전했다. 그러나 시즌 후반기에 컨디션을 떨어뜨리면서 세이브 달성에 실패하는 일이 계속된 것으로 인해 중간 계투로 격하되었다. 컨디션이 서서히 상승되면서 9월 22일의 세이부전에서는 8, 9회를 무실점으로 막아 팀의 1대 0 승리를 하면서 오랜만에 세이브를 달성했다. 이후 2경기 연속으로 세이브를 성공시키는 등 부활하면서 최종적으로는 평균자책점 2.17과 21세이브로 개인 최다 성적을 올렸다. 시즌 종료 후 정규 시즌 도중에 편도선염이 발병하면서 증세가 악화돼 편도선 제거 수술을 받았다.
이듬해 2007년에는 구원 투수로서 4·5월에는 팀의 호조를 유지했지만 6월에 들어가면서 불안정한 투구가 계속되는 등 교류전에서의 구원 실패가 잇따랐다. 그 후 유리연골의 제거 수술과 재활훈련 때문에 후반기가 시작되자마자 팀에서 이탈되었고 같은 해 11월 7일에는 해외 이적과 관련한 FA 선언을 하면서 11월 13일자로 공시되었다. 12월 13일, 텍사스 레인저스와의 2년 간 300만 달러의 계약에 합의, 다음날 홈구장인 레인저스 볼파크에서 입단 회견을 열었다.

### MLB 시절
2008년 3월 31일의 시애틀 매리너스전에서 메이저 리그의 데뷔를 완수해 1/3이닝 2안타 2볼넷 3실점을 기록했다. 그러나 4월 13일에 마이너 리그로 강등되었고 그 후 다시 메이저 리그로 복귀하면서 1경기에 등판했지만 마이너 리그로 다시 강등당했다. 5월 11일에 메이저 리그와의 계약이 해제되었고 같은 해 후반기부터 요통에 시달리면서 10월에 추간판 탈출증 수술을 받았다. 이듬해 2009년에는 부상자 명단에 들어간 상태에서 마이너 리그에서의 스프링 캠프를 맞이했다. 같은 해 6월에는 후쿠모리 본인이 일본에서의 선수 생활을 하고 싶다는 희망에 따라 레인저스측에서도 이를 승낙해 그대로 방출되었다. 메이저 리그에서의 통산 성적은 4경기에 등판하면서 0승 0패, 평균자책점 20.25를 기록했다.

### 라쿠텐 복귀로부터 은퇴까지
2009년 6월 19일 입단 테스트에 합격하면서 2년 만에 라쿠텐으로 복귀했는데 라쿠텐 구단의 만류를 뿌리치면서 메이저 리그에 진출한 것을 이유로 노무라 가쓰야 감독은 후쿠모리의 영입에 소극적인 입장을 나타냈지만 후쿠모리가 노무라 감독이 묵고 있는 호텔에 직접 찾아가 라쿠텐 입단과 관련된 담판을 지었다. 6월 후반부터의 전열 복귀였지만 구원 투수로서 7승 10세이브의 성적을 올리는 등 팀의 정규 시즌 2위로 올리는 데에 기여했다. 평균자책점 2.18과 득점 지원률은 6.68을 기록해 가장 높았다. 10월 21일의 클라이맥스 시리즈 제2 스테이지에서는 홋카이도 닛폰햄 파이터스와 상대하면서 라쿠텐이 4점으로 리드한 9회말에 등판하여 터멜 슬레지의 역전 끝내기 만루 홈런을 포함한 1/3이닝 5실점을 기록해 패전 투수가 되었다. 그리고 2010년 시즌부터 등번호는 ‘62’번에서 ‘11’번으로 변경했다.
2010년 개막 이후에는 부진으로 인해 2경기 연속으로 구원에는 실패했고 3월 28일에 오른쪽 팔꿈치에 통증을 호소하면서 1군 등록이 말소되었다. 5월에는 오른쪽 팔꿈치 수술을 받았지만 수술 경과가 좋지 않아 9월에 현역 은퇴를 선언했다. 은퇴 후에는 프로 야구의 세계에서 손을 떼고 도내에서 회사를 경영하는 작은아버지 밑에서 경영자의 길을 걷는다고 말했다.

## 플레이 스타일
- 주로 던지는 구종은 스트레이트, 슬라이더, 슈트, 포크볼, 너클 커브다.
- 직구의 구속은 140km/h(최고 속도 149km/h)중간으로부터의 후반인데 스트레이트에 육박하는 구속의 고속 슈트와 변화량이 큰 포크를 주력으로 해 일본인 투수로서는 매우 드문 너클 커브도 사용한다. 볼은 다소 거침 기색으로 인해 폭투도 약간 많은 난폭한 피칭 스타일의 투수이다.
- 2006년에 상당히 부진했을 당시에는 “정신적으로 불안정”, “주변이 보이지 않고 있다”, “어떻게 하면 야구를 즐길 수 있는 것인가”, “이런 것들을 쓰는 것은 프로 야구 선수로서의 실격” 등과 같은 심각한 것을 쓰는 일면도 있다.

## 출신 학교
- 미야코노조 고등학교

## 선수 경력
NPB
- 요코하마 베이스타스(1995년 ~ 2003년)
- 오사카 긴테쓰 버펄로스(2004년)
- 도호쿠 라쿠텐 골든이글스(2005년 ~ 2007년, 2009년 ~ 2010년)

MLB
- 텍사스 레인저스(2008년)

## 개인 기록

### 첫 기록
- 첫 등판 : 1995년 10월 3일, 대 야쿠르트 스왈로스 25차전(요코하마 스타디움)
- 첫 탈삼진 : 상동.
- 첫 선발 : 1995년 10월 7일, 대 주니치 드래건스 26차전(나고야 구장)
- 첫 승리·첫 선발 승리 : 1997년 7월 3일, 대 주니치 드래건스 14차전(나고야 돔)
- 첫 완투 승리 : 1999년 5월 2일, 대 야쿠르트 스왈로스 6차전(메이지 진구 야구장)
- 첫 세이브 : 2000년 4월 23일, 대 주니치 드래건스 5차전(나고야 돔)
- 첫 홀드 : 2005년 4월 8일, 대 오릭스 버펄로스 1차전(오사카 돔)

### 기타
- 올스타전 출장 : 2회(2006년, 2007년)

## 등번호
- 34(1995년 ~ 2000년)
- 37(2001년 ~ 2002년)
- 24(2003년)
- 15(2004년 ~ 2007년)
- 14(2008년)
- 62(2009년)
- 11(2010년)

## 연도별 성적
| 연도       | 소속       | 등 판 | 선 발 | 완 투 | 완 봉 | 무 볼 넷 | 승 리 | 패 전 | 세 이 브 | 홀 드 | 승 률 | 타 자 | 투 구 회 | 피 안 타 | 피 홈 런 | 볼 넷 | 고의 사구 | 死 구 | 탈 삼 진 | 폭 투 | 보 크 | 실 점 | 자 책 점 | 평균 자책점 | WHIP |
| ---------- | ---------- | ----- | ----- | ----- | ----- | -------- | ----- | ----- | -------- | ----- | ----- | ----- | -------- | -------- | -------- | ----- | --------- | ----- | -------- | ----- | ----- | ----- | -------- | ----------- | ---- |
| 1995년     | 요코하마   | 2     | 1     | 0     | 0     | 0        | 0     | 0     | 0        | --    | ----  | 23    | 5.0      | 5        | 0        | 3     | 0         | 0     | 4        | 0     | 0     | 0     | 0        | 0.00        | 1.60 |
| 1996년     | 요코하마   | 1     | 0     | 0     | 0     | 0        | 0     | 0     | 0        | --    | ----  | 4     | 1.0      | 2        | 0        | 0     | 0         | 0     | 1        | 0     | 0     | 0     | 0        | 0.00        | 2.00 |
| 1997년     | 요코하마   | 25    | 10    | 0     | 0     | 0        | 4     | 4     | 0        | --    | .500  | 296   | 71.1     | 58       | 7        | 28    | 0         | 4     | 42       | 2     | 1     | 26    | 23       | 2.90        | 1.21 |
| 1998년     | 요코하마   | 3     | 3     | 0     | 0     | 0        | 1     | 2     | 0        | --    | .333  | 82    | 18.2     | 20       | 1        | 6     | 0         | 1     | 13       | 3     | 0     | 8     | 6        | 2.89        | 1.39 |
| 1999년     | 요코하마   | 30    | 19    | 1     | 0     | 1        | 9     | 9     | 0        | --    | .500  | 576   | 132.2    | 151      | 15       | 45    | 2         | 3     | 96       | 8     | 0     | 65    | 63       | 4.27        | 1.48 |
| 2000년     | 요코하마   | 40    | 8     | 0     | 0     | 0        | 6     | 6     | 10       | --    | .500  | 380   | 88.0     | 92       | 7        | 27    | 1         | 2     | 49       | 9     | 1     | 40    | 35       | 3.58        | 1.35 |
| 2001년     | 요코하마   | 5     | 5     | 0     | 0     | 0        | 1     | 2     | 0        | --    | .333  | 120   | 31.0     | 20       | 5        | 10    | 0         | 0     | 23       | 0     | 0     | 12    | 12       | 3.48        | 0.97 |
| 2002년     | 요코하마   | 33    | 2     | 0     | 0     | 0        | 2     | 3     | 2        | --    | .400  | 211   | 48.2     | 45       | 2        | 15    | 1         | 3     | 47       | 1     | 0     | 21    | 16       | 2.96        | 1.23 |
| 2003년     | 요코하마   | 62    | 0     | 0     | 0     | 0        | 1     | 3     | 1        | --    | .250  | 255   | 60.0     | 55       | 6        | 17    | 2         | 4     | 34       | 3     | 0     | 32    | 30       | 4.50        | 1.20 |
| 2004년     | 긴테쓰     | 43    | 0     | 0     | 0     | 0        | 2     | 5     | 10       | --    | .286  | 218   | 48.2     | 53       | 5        | 24    | 4         | 3     | 27       | 0     | 0     | 29    | 28       | 5.18        | 1.58 |
| 2005년     | 라쿠텐     | 49    | 0     | 0     | 0     | 0        | 4     | 3     | 11       | 3     | .571  | 286   | 63.0     | 75       | 5        | 24    | 7         | 2     | 36       | 4     | 0     | 26    | 25       | 3.57        | 1.57 |
| 2006년     | 라쿠텐     | 50    | 0     | 0     | 0     | 0        | 0     | 3     | 21       | 10    | .000  | 253   | 58.0     | 50       | 2        | 27    | 4         | 3     | 55       | 7     | 0     | 18    | 14       | 2.17        | 1.33 |
| 2007년     | 라쿠텐     | 34    | 0     | 0     | 0     | 0        | 4     | 2     | 17       | 0     | .667  | 167   | 36.0     | 44       | 1        | 17    | 2         | 2     | 33       | 1     | 0     | 20    | 19       | 4.75        | 1.69 |
| 2008년     | TEX        | 4     | 0     | 0     | 0     | 0        | 0     | 0     | 0        | 0     | ----  | 26    | 4.0      | 11       | 2        | 4     | 1         | 0     | 1        | 2     | 0     | 9     | 9        | 20.25       | 3.75 |
| 2009년     | 라쿠텐     | 35    | 0     | 0     | 0     | 0        | 7     | 1     | 10       | 4     | .875  | 187   | 45.1     | 42       | 2        | 13    | 2         | 1     | 34       | 3     | 0     | 11    | 11       | 2.18        | 1.21 |
| 2010년     | 라쿠텐     | 2     | 0     | 0     | 0     | 0        | 0     | 2     | 0        | 0     | .000  | 10    | 1.0      | 6        | 1        | 1     | 0         | 0     | 1        | 0     | 0     | 5     | 5        | 45.00       | 4.00 |
| NPB : 15년 | NPB : 15년 | 414   | 48    | 1     | 0     | 1        | 41    | 45    | 82       | 17    | .477  | 3068  | 708.1    | 718      | 59       | 257   | 25        | 28    | 495      | 41    | 2     | 313   | 287      | 3.65        | 1.38 |
| MLB : 1년  | MLB : 1년  | 4     | 0     | 0     | 0     | 0        | 0     | 0     | 0        | 0     | ----  | 26    | 4.0      | 11       | 2        | 4     | 1         | 0     | 1        | 2     | 0     | 9     | 9        | 20.25       | 3.75 |